# Smokvica
Smokvica ist eine Gemeinde auf der Insel Korčula in der Gespanschaft Dubrovnik-Neretva in Kroatien. Smokvica hat 916 Einwohner, die fast alle Kroaten sind.

## Geschichte
Die Herkunft des Namens Smokvica ist nicht abschließend geklärt. Es wird vermutet, dass er aus dem Lateinischen stammt und möglicherweise mit dem Begriff für „Wege“ in Verbindung steht. Eine andere Theorie bringt den Namen mit dem Vorhandensein von Wasser in der Region in Zusammenhang, da es in der Antike zahlreiche Teiche und Seen im Gebiet von Sitnica gab. Es gilt jedoch als unwahrscheinlich, dass der Name mit dem Feigenbaum (kroatisch: smokva) zu tun hat, trotz der klanglichen Ähnlichkeit.
Smokvica ist seit der Antike besiedelt. In der Umgebung wurden zahlreiche Funde antiker Keramik gemacht, vor allem griechische und römische Amphoren für Wein und Olivenöl. Auch Reste antiker griechischer Villen wurden entdeckt. Die älteste bekannte urkundliche Erwähnung von Smokvica stammt aus dem Jahr 1338, obwohl es bereits im Statut von Korčula aus dem Jahr 1214 genannt wird. Dieses Statut empfiehlt unter anderem die Verteidigung der Altstadt von Korčula sowie der Siedlungen Blato, Smokvica, Čara, Pupnat und Žrnovo. 
Zwischen 1420 und 1797 gehörte Smokvica gemeinsam mit der Insel Korčula zur Republik Venedig.
Am Morgen des 10. Juni 1715 landeten 260 türkische Piraten in zwei Galeeren in der Bucht von Brna, etwa drei Meilen südwestlich von Smokvica. Sie verschleppten 23 Einwohner von Smokvica, um sie als Sklaven zu verkaufen. Unter den Entführten befand sich auch Don Marko Bono aus Žrnovo, der Pfarrer der Gemeinde. Don Marko wurde in Ulcinj für 100 Zechinen als Sklave verkauft. Später jedoch gelang es seinen Verwandten, ihn für 141 Zechinen freizukaufen. Nach seiner Rückkehr lebte und wirkte er weiterhin in Smokvica, wo er bis zu seinem Tod im Jahr 1745 blieb.
Am 7. August 1944 wurde das Pfarrhaus bei einem deutschen Angriff während des Zweiten Weltkriegs vollständig zerstört. Dabei ging auch das Pfarrarchiv verloren, das bis ins Jahr 1604 zurückreichte. Eine Gedenktafel in Smokvica erinnert heute an 43 Partisanen aus dem Ort, die im Nationalen Befreiungskrieg ihr Leben ließen, sowie an 16 getötete Zivilisten.

## Geografie
In der Umgebung von Smokvica liegen mehrere fruchtbare Felder, darunter Krusevo, Prapratna, Stiniva, Banja, Sitnica, Livin Dol und Cipojino Polje. Zum Gemeindegebiet von Smokvica gehört auch das Küstendorf Brna.
Mehr als 70 % der Gemeindefläche von Smokvica sind von Wald bedeckt. Rund 250 Hektar (ca. 625 Acres) sind dem Weinbau gewidmet, auf denen etwa zwei Millionen Rebstöcke gedeihen. Weitere 144 Hektar (ca. 360 Acres) sind mit insgesamt 176.000 Olivenbäumen bepflanzt und bilden die Grundlage für die Olivenölproduktion der Region.

## Sehenswürdigkeiten
Zu den markantesten Bauwerken in Smokvica zählt die große neoromanische Kirche der Reinigung der Muttergottes, die 1920 nach den Plänen des renommierten Architekten und Malers Oton Iveković an der Stelle einer früheren Kirche aus dem Jahr 1666 errichtet wurde. Unmittelbar daneben befindet sich die sogenannte Loggia – ein barocker Pavillon, der von Säulen umgeben ist und als architektonisches Schmuckstück des Ortes gilt. Das Dorf beherbergt zudem mehrere alte patrizische Sommerresidenzen, die vom einstigen Wohlstand ihrer Besitzer zeugen. In der Umgebung finden sich außerdem mehrere kleine frühmittelalterliche Kirchen, die zur reichen sakralen Geschichte der Region beitragen. 
Ein wichtiger Bestandteil des kulturellen Lebens ist der Kultur- und Darstellungsverein Ante Cefera. Er widmet sich der Pflege traditioneller Musik und des lokalen Volkstanzes Kumpanija, einer historisch bedeutsamen Tanzform, die tief in der Identität der Insel Korčula verwurzelt ist.